# Filovia della Val d'Intelvi
La filovia della Val d'Intelvi fu un effimero e pionieristico impianto filoviario, che dal 1909 al 1922 collegò i paesi della Val d'Intelvi con il centro abitato di Argegno, posto sulla sponda del lago di Como.

## Storia
La filovia della Val d'Intelvi fu realizzata dopo il fallimento del progetto di una ferrovia a scartamento ridotto, per la quale non si riuscirono a reperire i finanziamenti necessari.
La filovia fu costruita dalla Società Anonima Filovie della Valle d'Intelvi, controllata dalla STE di Milano, promotrice dell'impianto.
La prima tratta, da Argegno alla località Capria, fu attivata il 4 luglio 1909; il progetto prevedeva di prolungare la linea fino a Lanzo, dove si sarebbe raggiunta la funicolare per Santa Margherita, ma anche per questo progetto non si reperirono i capitali necessari.
Dopo la prima guerra mondiale, si riuscì a prolungare la linea fino a Pellio, ma già nel 1922 la filovia, onerosa e già obsoleta, fu soppressa e sostituita da un'autolinea da Como a Lanzo.

## Caratteristiche

### Percorso
| Unknown route-map component "OBUS" | Unknown route-map component "uexKHSTa" |  |

| Unknown route-map component "uexHST" |

| Unknown route-map component "uexHST" |

| Unknown route-map component "uexHST" |

| Unknown route-map component "uexHST" |

| Unknown route-map component "uexHST" |

| Unknown route-map component "uexKHSTe" |